# Alfons II de Nàpols
Alfons II de Nàpols (Nàpols, Regne de Nàpols, 1448 - Messina, 1495), rei de Nàpols (1494-1495) i rei titular de Jerusalem.

## Orígens familiars
Va néixer el 4 de novembre de 1448 a la ciutat de Nàpols sent el fill gran del rei Ferran I de Nàpols i la seva primera esposa Isabel de Chiaramonte. Era net per línia paterna del rei Alfons el Magnànim i la seva amistançada Giraldona Carlino, i per línia materna de Tristà de Chiaromonte i Caterina de Tàrent. Fou així cosí per part de pare del rei d'Aragó Ferran el Catòlic.

## El Setge d'Òtranto
El 28 de juliol de 1480, una flota de 128 naus otomanes comandada per Gefik Ahmad Paixà a les ordres de Mehmet II, entre elles 28 galeres i 104 fustes i palandàries amb quatre mil cavalleries, va arribar prop de la ciutat napolitana d'Òtranto la Pulla provinent del setge de Rodes. El 29 de juliol la guarnició i els ciutadans es va retirar a la ciutadella, el castell d'Òtranto, que fou pres l'onze d'agost i massacraren 12.000 dels 22.000 habitants, entre ells el comandant de la guarnició Francesco Largo i l'arquebisbe Stefano Pendinelli, i la resta condemnats a l'esclavatge. 800 foren canonitzats per l'església com els Màrtirs d'Òtranto. La presa d'Òtranto va causar pànic a Itàlia, i l'any següent, amb la mort de Mehmet II, Sixt IV no va afluixar en els esforços de croada i la ciutat va ser recuperada per Alfons de Calàbria, que a continuació va dirigir-se a Albània a donar suport a una revolta, però no va atacar el port d'Avlona i el Papa va acordar amb la República de Venècia treure Ferran del Regne de Nàpols.

## Guerra de Ferrara
Als Estats Pontificis la família Colonna va aprofitar el desordre, lluitant en batalles campals contra els seus enemics Della Rovere. L'encontre principal, però, va ser la batalla de Campomorto prop de Velletri, el 21 d'agost de 1482, en la qual les tropes napolitanes van ser fortament derrotades per Roberto Malatesta, i el duc de Calàbria va haver de ser rescatat per un contingent dels seus soldats turcs. Alguns castells d'Orsini també van caure en mans papals, però la mort de Roberto Malatesta el 10 de setembre va desfer en gran part els èxits papals al Laci. Sixt va fer una pau separada amb Nàpols en una treva del 28 de novembre i es va signar un tractat de pau el 12 de desembre.

## Ascens al poder
Va ser coronat el 25 de gener de 1494, el mateix dia de la mort del seu pare. Va utilitzar el títol de rei de Nàpols així com el de rei titular de Jerusalem.
El seu regnat va ser molt curt. A la mort del seu pare, la invasió preparada per Carles VIII de França i instigada per Ludovico Sforza, era imminent. Carles VIII va envair Itàlia el setembre de 1494 i a principis de 1495 s'acostà a la ciutat de Nàpols. Alfons II, aterrat davant les tropes franceses, abdicà en favor del seu fill Ferran II de Nàpols.
Alfons II es retirà a un monestir sicilià a Messina on hi va morir el 19 de novembre de 1495.

## Núpcies i descendents
Es casà a Milà el 10 d'octubre de 1465 amb Ippòlita Maria Sforza, filla de Francesc I Sforza i Blanca Maria Visconti. D'aquesta unió nasqueren tres fills:
- el príncep Ferran II de Nàpols (1469-1496), rei de Nàpols
- la princesa Isabel de Nàpols (1470-1524), duquessa de Bari i casada amb el seu oncle, el duc de Milà, Joan Galeàs Sforza
- el príncep Pere de Nàpols (1471-1491), príncep de Rossano

Amb la seva amistansada Troggia Gazela tingué dos fills:
- Alfons d'Aragó (1481-1500), príncep de Salern i casat el 1498 amb Lucrècia Borja
- Sança d'Aragó (1478-1506), casada el 1494 amb Guifré Borgia, príncep d'Esquilache